# Ferocactus townsendianus
La ‘biznaga barril de San José’  (Ferocactus townsendianus) pertenece a la familia de las cactáceas (Cactaceae) del orden Caryophyllales. La palabra Ferocactus viene del latín ‘Ferus’ salvaje y ‘cactus’ cactácea, es decir, cactáceas con espinas gruesas. La palabra latina ‘townsendianus’ es por el Dr. Charles H. Townsend (1859-1944) naturalista norteamericano. Algunos autores consideran a este taxón en la sinonimia de Ferocactus peninsulae.

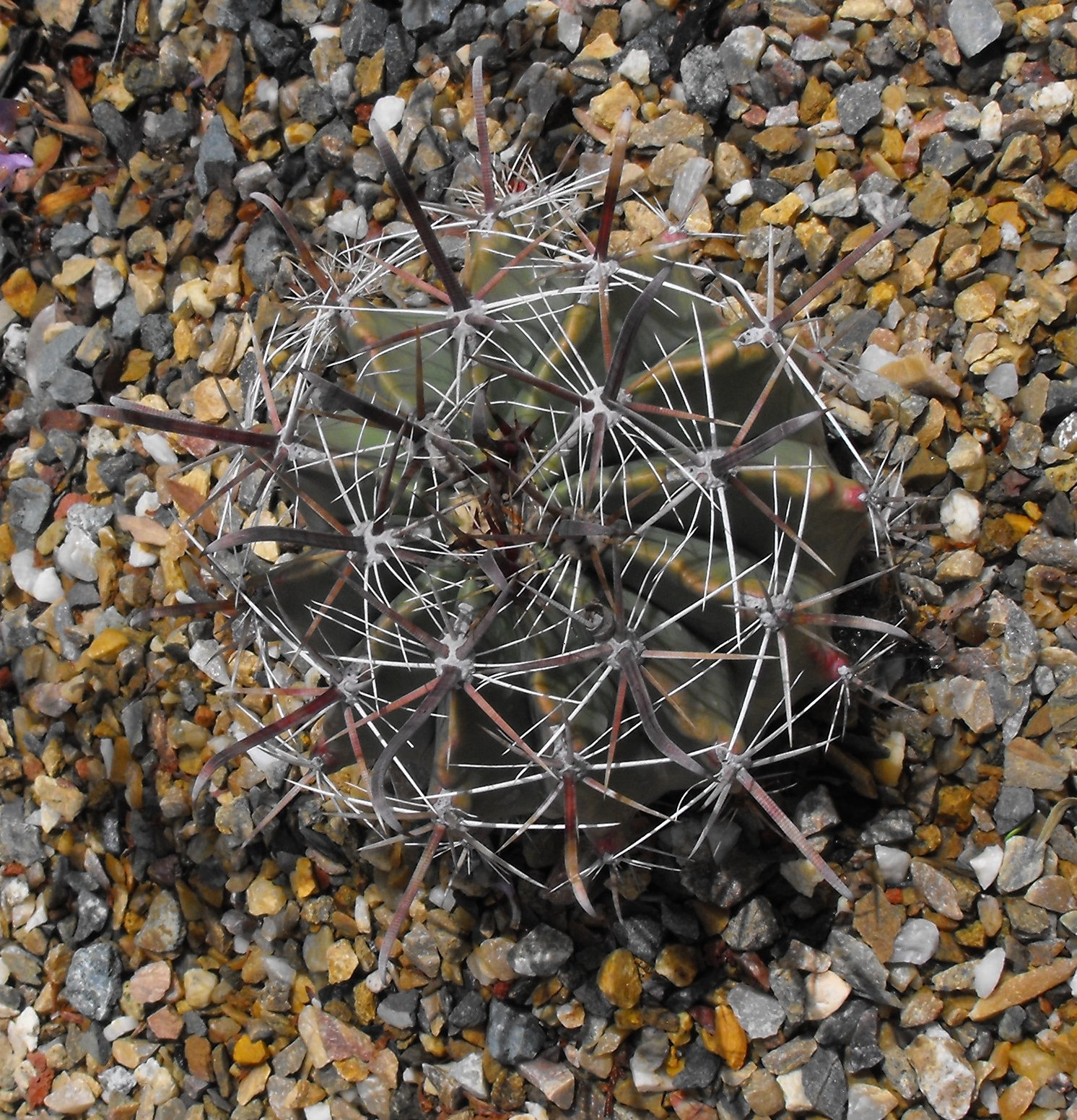
Vista de la planta

## Descripción
Se trata de una planta que crece individualmente con el tallo cilíndrico, a veces, estrechándose hacia la punta  y que alcanza un diámetro de 30 centímetros y una altura de hasta 50 centímetros. Tiene alrededor de 16  costillas que a menudo están dispuestas en espiral. Los tres o cuatro espinas centrales de color gris o marrón, son rectas o ligeramente curvadas y están dispuestas transversalmente y miden hasta 10 centímetros. Los tres espinas centrales superiores son bajas, la más baja con la punta aplanada fuertemente curvada o en forma de gancho. Las espinas radiales 14-15 a veces están rizadas. Las tres más bajas se asemejan a las espinas centrales. Las flores se presentan en forma de embudo,  son de color amarillo con una franja central de color rojo y una base de color rojo o naranja. Llegan a una longitud de 5 a 6 centímetros y tienen un diámetro similar. Los frutos miden de 2 a 2,5 centímetros de largo, son de color amarillo y esféricos.

## Distribución
Es endémica de México de la parte norte de la Sierra Madre Oriental y el Desierto Chihuahuense, en los estados de Coahuila, Durango, Nuevo León, San Luis Potosí, Tamaulipas, Zacatecas,  y Baja California Sur, incluyendo las islas de San José, Santa Margarita y Magdalena.

## Hábitat
Se desarrolla de los 1000 a 2400 m s. n. m., en laderas y planicies con suelos calizos y aluviales, principalmente en matorrales xerófilos.

## Taxonomía
Ferocactus townsendianus fue descrita por Britton & Rose y publicado en The Cactaceae; descriptions and illustrations of plants of the cactus family 3: 127, f. 133; pl. 12, f. 1, en el año 1922.
Sinonimia
Ferocactus santa-maria
Ferocactus townsendianus var. santa-maria
Ferocactus peninsulae var. santa-maria
Ferocactus peninsulae var. townsendianus

## Estado de conservación
La especie se propone como Amenazada (A) en el Proyecto de Modificación de la Norma Oficial Mexicana 059-2015. En la lista roja de la UICN se considera a la especie Ferocactus townsendianus Britton & Rose, 1922 como un sinónimo para F. peninsulae (FA.C.Weber) Britton & Rose, aun siendo la primera especie un nombre válido. Por lo que F. peninsulae se considera en la categoría de Preocupación Menor (LC). En CITES se valora en el Apéndice II.